# Березанська сотня
Березаньська сотня — адміністративно-територіальна та військова одиниця Переяславського полку за Гетьманщини з центром у містечку Березань.

## Історія
Одна з найстаріших козацьких сотень — виникла як підрозділ переяславського полку ще у 1620-1630-х роках. Відомо, що 1630 року її сотником був Грисько Поліченко. Сотня значиться за Переяславським полком і 1638 року, коли її сотником названий Остап Лісовець, а сотенним отаманом — Невгада.
За Зборівським реєстром 16 жовтня 1649 року, сотня мала 124 козаки. Весь час існування входила до складу Переяславського полку.
Ліквідована у 1782 році разом з іншими лівобережними сотнями. Населені пункти розподілено між Козелецьким, Остерським та Переяславським повітами Київського намісництва.

## Сотенна старшина

### Список сотників Березанської сотні
| №  | Ім'я                    | Початок | Завершення | Прим.                                                                                               |
| -- | ----------------------- | ------- | ---------- | --------------------------------------------------------------------------------------------------- |
| 1  | Грисько Поліченко       | 1630    |            | |
| 2  | Остап Лисовець          | 1638    |            | |
| 3  | Полуян Биченко          | 1649    |            | |
| 4  | Пилип Лаврентійович     | 1666    |            | |
| 5  | Кислий                  | 1667    |            | |
| 6  | Антін Козловський       | 1669    |            | |
| 7  | Федір Бузинарський      | 1672    |            | |
| 8  | Федір Ігнатенко         | 1676    |            | |
| 9  | Кирило Брайко           | 1678    |            | |
| 10 | Дем'ян Безбородченко    | 1682    |            | |
| 11 | Марко Думитрашко        | 1688    |            | |
| 12 | Михайло Пилипенко       | 1692    | 1693       | |
| 13 | Михайло Турчин          | 1695    |            | |
| 14 | Михайло Пилипенко       | 1696    | 1697       | вдруге                                                                                              |
| 15 | Михайло Турчин          | 1701    | 1706       | наказний сотник — Яків Корнієнко (1702)                                                             |
| 16 | Михайло Турчин          | 1710    |            | |
| 17 | Яків Корнієнко          | 1716    | 1733       | наказні сотники: Іван Іванович (1721); Яків Загорульченко (1725, 1729, 1749)                        |
| 18 | Семен Безбородько       | 1734    | 1737       | наказні сотники: Василь Бабич (1736); Лесько Ющенко (1737)                                          |
| 19 | Петро Безбородько       | 1737    |            | |
| 20 | Василь Думитрашко-Райча | 1738    | 1753       | наказні сотники: Іван Таратурка (1738); Леонтій Кулябка (1739—1740); Пилип Дахно (1741, 1743, 1744) |
| 21 | Іван Лялька             | 1753    | 1763       | |
| 22 | Петро Головачевський    | 1764    | 1782       | |

### Список писарів Березанської сотні
- Данило Юськович (1692, 1696);
- Данило Іванович (1697);
- Степан Федорович (1717, 1721, 1729—1733);
- Устим Троїцький (1734);
- Іван Яновський (1736);
- Семен Кисіль (1737);
- Петро Стахович (1737—1740);
- Трохим Іванович Барабаш (1741—1746);
- Михайло Ведмідь (1747, 1753—1756);
- Федір Гулей (1752);
- Степан Шевель (1750, 1759, 1762—1763);
- Іван Федоров (1755—1756, 1758);
- Данидо Лукашевич (1765—1767);
- Павло Павлович Турчиновський (1773—1774);
- Макар Якович (1777 (н.), 1778—1782).

### Список осавулів Березанської сотні
- Іван Третяк (1734—1748);
- Лесько Роздобудько (1738);
- Лесько Третяк (1739);
- Тарас Таратурка (1754);
- Петро Таратурка (1752—1755);
- Іван Курилко (1759—1766);
- Трохим Мелешко (1766—1781);
- Василь Тригуб (1782).

### Список хорунжих Березанської сотні
- Фесько Василенко (1676);
- Вакула Стрикайло (1682);
- Михайло Пилипенко (1718);
- Іван Таран (1736);
- Леонтій Федорович Таран (1731—1752);
- Іван Курилко (1755);
- Михайло Коломійченко (1758—1759);
- Степан Коломієць (1762—1767);
- Тимофій Крамаренко (1769—1782).

### Список городових отаманів Березані
- Тиміш Федоренко (1671);
- Степан Гавриленко (1676);
- Антін (1682);
- Ланко Бурдюк (1685);
- Антін Козловський (1692; 1696);
- Іван Зуй (1717—1731);
- Вакула Волошин (1729, н.);
- Давид Чобіток (1731—1733);
- Антін Бондар (1734);
- Гнат Лисовець (1736);
- Григорій Супрун (1737);
- Лесько Терех (1738);
- Ілля Рибалка (1739—1740; 1744);
- Яків Штепа (1741);
- Леонтій Роздобудько (1743);
- Яків Глушак (1744);
- Степан Карпенко (1746);
- Семен Карпенко (1748);
- Пилип Дахно (1748; 1755; 1759);
- Василь Бакум (1752);
- Олександр Ілліч Турчиновський (1759—1761);
- Павло Ілліч Турчиновський (1761—1766);
- Петро Таратурка (1767);
- Давид Волошин (1774);
- Павло Головачевський (1766—1782).

## Опис Березанської сотні
За описом Київського намісництва 1781 року наявні наступні дані про кількість сіл та населення Березанської сотні (за новоствореними повітами) напередодні ліквідації:
| Населені пункти                                                   | Населені пункти             | Дворян і шляхетства | Різночинців | Духовенства | Церковників | Греків | Хат              | Хат                   | Хат   | Хат                                        | Хат                                                           | Всього | Всього                             |
| Назва                                                             | Тип                         | Дворян і шляхетства | Різночинців | Духовенства | Церковників | Греків | козаків виборних | козаків підпомічників | міщан | посполитих коронних, в тому числі рангових | посполитих власницьких, різночинських і козацьких підсусідків | хат    | за останньою 1764 року ревізії душ |
| ----------------------------------------------------------------- | --------------------------- | ------------------- | ----------- | ----------- | ----------- | ------ | ---------------- | --------------------- | ----- | ------------------------------------------ | ------------------------------------------------------------- | ------ | ---------------------------------- |
| У Переяславському повіті (Київського намісництва):                |                             |                     |             |             |             |        |                  |                       |       |                                            |                                                               |        |                                    |
| Березань                                                          | міс.                        | 5                   | 7           | 3           | 4           | —      | 156              | 93                    | —     | —                                          | 180                                                           | 429    | —                                  |
| Семенівка                                                         | с.                          | —                   | 1           | 3           | 2           | —      | 84               | 21                    | —     | —                                          | 46                                                            | 151    | —                                  |
| До містечка Березань 1. хутори Підкоморія Лукашевича 2.           | хут.                        | —                   | —           | —           | —           | —      | —                | —                     | —     | —                                          | 2                                                             | 2      | —                                  |
| До села Семенівка 3. хутір того ж Лукашевича посполитого Шаповала | хут.                        | —                   | —           | —           | —           | —      | —                | —                     | —     | —                                          | 1                                                             | 1      | —                                  |
| Разом                                                             | Разом                       | 5                   | 8           | 6           | 6           | —      | 240              | 114                   | —     | —                                          | 229                                                           | 583    | 1612                               |
| У Остерському повіті (Київського намісництва):                    |                             |                     |             |             |             |        |                  |                       |       |                                            |                                                               |        |                                    |
| Бакумівка                                                         | с.                          | 2                   | —           | —           | —           | —      | —                | —                     | —     | —                                          | 28                                                            | 28     | —                                  |
| Корніївка                                                         | с.                          | 1                   | 1           | 1           | —           | —      | 52               | 42                    | —     | —                                          | 50                                                            | 144    | —                                  |
| Садковщинѣ                                                        | хут.                        | —                   | —           | —           | —           | —      | —                | —                     | —     | —                                          | 2                                                             | 2      | —                                  |
| Разом                                                             | Разом                       | 3                   | 1           | 1           | —           | —      | 52               | 42                    | —     | —                                          | 80                                                            | 174    | 526                                |
| У Козелецькому повіті (Київського намісництва):                   |                             |                     |             |             |             |        |                  |                       |       |                                            |                                                               |        |                                    |
| Паришків                                                          | с.                          | —                   | —           | 2           | —           | —      | 51               | 21                    | —     | —                                          | 21                                                            | 93     | —                                  |
| Лукаші                                                            | с.                          | —                   | —           | 1           | 1           | —      | 111              | 6                     | —     | —                                          | 22                                                            | 139    | —                                  |
| Лук'янівка                                                        | с.                          | —                   | —           | 1           | 1           | —      | 41               | 5                     | —     | —                                          | 55                                                            | 101    | —                                  |
| Недра                                                             | с.                          | 1                   | 3           | 1           | 1           | —      | 32               | 41                    | —     | —                                          | 101                                                           | 174    | —                                  |
| Лехнівці                                                          | с.                          | —                   | —           | 1           | 1           | —      | 54               | 19                    | —     | —                                          | 77                                                            | 150    | —                                  |
| Єрешки                                                            | сел.                        | —                   | 1           | —           | —           | —      | 44               | 13                    | —     | —                                          | 17                                                            | 74     | —                                  |
| Пилипчичі                                                         | с.                          | 2                   | 1           | 1           | 1           | —      | 24               | 2                     | —     | —                                          | 63                                                            | 89     | —                                  |
| Войтове                                                           | с.                          | 11                  | 6           | —           | —           | —      | 35               | 33                    | —     | —                                          | 155                                                           | 223    | —                                  |
| близь с. Войтове ген. судді Безбородька і асесора Корбїя          | хут.                        | —                   | —           | —           | —           | —      | —                | —                     | —     | —                                          | 2                                                             | 2      | —                                  |
| Разом                                                             | Разом                       | 14                  | 11          | 7           | 5           | —      | 392              | 140                   | —     | —                                          | 513                                                           | 1045   | 3274                               |
| Всього у сотні Березанській                                       | Всього у сотні Березанській | 21                  | 20          | 14          | 11          | —      | 684              | 296                   | —     | —                                          | 822                                                           | 1802   | 5412                               |